# Rindera cetineri
Rindera cetineri, novootkrivena biljna vrsta iz porodice boražinovki smještena u rod rindera (Rindera). Otkrivena je 2019. godine u turskom distriktu Çameli (provincija Denizli), na visinama od 2 200 m.
Vrsta je ograničena na područje planine Akdağ